# Tyriobapta laidlawi
Tyriobapta laidlawi is een libellensoort uit de familie van de korenbouten (Libellulidae), onderorde echte libellen (Anisoptera).
De wetenschappelijke naam Tyriobapta laidlawi is voor het eerst geldig gepubliceerd in 1919 door Ris.